# Parti écologique ivoirien
Le Parti écologique ivoirien (PEI) est une organisation politique de Côte d'Ivoire créée le 22 septembre 2001. Il est membre de la Fédération des Verts africains (FEVA).

## Présentation
Le Parti écologique ivoirien a été créé en conformité avec la loi et a fait l'objet de toutes les déclarations prescrites par celle-ci,. 
Le Parti écologique ivoirien est présidé par Edmond Edouard N'Gouan qui en est l'initiateur. Sylvain Iordanoff est vice-président du Parti écologique depuis janvier 2021, mandaté pour diriger la campagne des élections législatives 2021. Pour la première fois le PEI présente deux candidates femmes, Loba Antoinette dans la circonscription de Songon et Koffi Melissa dans la circonscription 117 (Akoboissue, Dame, Tanguelan, Douffrebo), qui obtient 6 % des suffrages exprimés.